# Chapinería
Chapinería là một đô thị trong Cộng đồng Madrid, Tây Ban Nha. Đô thị Torrejón de Velasco có diện tích 25,4 km², dân số theo điều tra năm 2010 của Viện thống kê quốc gia Tây Ban Nha là 1939 người. Đô thị Torrejón de Velasco nằm ở khu vực có độ cao 680 mét trên mực nước biển.